# Stanglomyces taxophilus
Stanglomyces taxophilus är en svampart som beskrevs av Raithelh. 1986. Stanglomyces taxophilus ingår i släktet Stanglomyces och familjen Tricholomataceae.   Inga underarter finns listade i Catalogue of Life.